# Augustinus Bernardus Gijsbertus Maria van Rijckevorsel
Augustinus Bernardus Gijsbertus Maria van Rijckevorsel ('s-Hertogenbosch, 10 februari 1882 - 's-Gravenhage, 30 april 1957) was een Nederlandse politicus en Commissaris van de Koningin.
Van Rijckevorsel, lid van de familie Van Rijckevorsel, bekleedde verschillende functies op ambtelijk en bestuurlijk niveau. Hij was onder meer voorzitter van de Brabantse Tuinbouwbond, plaatsvervangend rechter bij de Krijgsraad en commissaris bij enkele bedrijven. In de Tweede Kamer sprak hij onder meer over waterstaat, koloniale zaken en justitie. Sinds 1928 was hij een nogal vormelijke commissaris der koningin in Noord-Brabant. In 1936 werd hij met zijn wettige afstammelingen in den Nederlandse adel verheven met de predicaten jonkheer en jonkvrouw. Zijn correcte, welwillende houding betrachtte hij ook tegenover de bezetter en dat werd hem niet in dank afgenomen. Hij kreeg daarom in 1945 ontslag als commissaris.
Zijn zoon jhr. mr. R.A.Th.M. van Rijckevorsel (1907-1976), was lange tijd burgemeester van Gulpen.
- Biografisch Portaal: 06396586
- Digitale Bibliotheek voor de Nederlandse Letteren: rijc012
- International Standard Name Identifier: 0000 0003 9234 7492
- Nederlandse Thesaurus van Auteursnamen: 073461954
- Parlement.com: vg09ll6e63sw
- Virtual International Authority File: 286369246
- WorldCat: E39PBJyxf6dPTRvgMjKQq7fKBP